# Gimme That
"Gimme That" é o terceiro single de Chris Brown, lançado em Abril de 2006. O single recebeu uma certificação Disco de Platina no Brasil, devido a mais de 100 mil downloads pagos, segundo a ABPD.

## Informação
"Gimme That é uma canção escrita por Sean Garrett e produzida por Scott Storch. Em entrevistas de 2005, Chris considerou que havia escolhido a canção como segundo single de seu álbum de estréia, mas a música "Yo (Excuse Me Miss)" foi escolhida como single no lugar. A canção "Gimme That" é apresentada no final do clipe de "Yo (Excuse Me Miss)". Uma nova versão de "Gimme That" com a participação do rapper Lil Wayne foi lançada como single ao invés da versão do álbum. O single estreou na Billboard Hot 100 na posição #80 e chegou até a posição #15, tornando-se o primeiro single a não entrar no top 10 dos Estados Unidos e Reino Unido.

## Desempenho nas paradas musicais
| Parada musical                     | Melhor posição |
| ---------------------------------- | -------------- |
| Estados Unidos - Billboard Hot 100 | 15             |
| Portugal                           | 15             |
| Reino Unido - UK Singles Chart     | 23             |
| Irlanda                            | 26             |
| Suíça                              | 30             |
| França                             | 45             |
| Alemanha                           | 47             |